# Moja slavna sestra
Moja slavna sestra je američka televizijska humoristična serija koja se tri sezone prikazivala na američkoj TV kući ABC.

## Sinopsis
Show je rađen po ideji glumice, Joanne Johnson, koja je bivši član glumačke postava uspješne američe sapunice "Odvažni i lijepi" (The Bold and the Beautiful). Show je bio sniman u New Yorku, gdje je Kelly Ripa vodila svoj show "Live With Regis and Kelly" (Uživo s Regisom i Kelly).
Kućanica Hope živi u predgrađu ubrzanim obiteljskim životom sa suprugom Charlijem i troje djece. Njezina slavna sestra Faith smatra da je u životu prošla mnogo bolje jer, kao glavna junakinja popularne sapunice, dane provodi u Hollywoodu, okružena bogatstvom i slavom. No stvari se iznenada mjenjaju kada njezin lik biva naprasno ubijen. Bez dolara u novčaniku, Faith bježi pred novinarima i utočište nalazi u sestrinoj kući. Hope ubrzo shvati kako divu možeš ubiti u sapunici, ali sapunicu u divi ne možeš. Razumna i sretno udana majka ionako ima posla preko glave, a s dolaskom Faith njezin uredni dom kao da pogodi uragan. Raspored koji je stvorila za sebe, muža i djecu postaje nemoguć za održavanje. Njezin suprug Charlie polako gubi živce sa svakim novim danom, dok desetogodišnja Hayley zamjera teti jer zbog njezina useljenja najviše pati-mora dijeliti sobu s iritantnim mladim bratom Justinom. Nemogući klinac pak najviše uživa u zadirkivanju sestara, što dodatno pojačava tenzije u upravo povećanom kućanstvu. Jedina koja se iskreno obradovala Faithinom dolasku jest najstarija Hopeina kći, 15-godišnja Sidney, koja u teti vidi idola.
Dvije velike sestre morat će se, baš kao i ostatak ekipe, dobrano potruditi ne žele li stvoriti kao u kući koja je donedavna za sve predstavljala pravu malu oazu mira i harmonije... koliko god to obiteljski dom može biti.

## Zanimljivosti
- Kelly Ripa je interpretirala lik Hayley Vaughan u popularnoj američkoj sapunici "Sva moja djeca" (All My Children). U istoj sapunici glumio je i Mark Consuelos, njezin sadašnji suprug, koji se također pojavio u seriji "Moja slavna sestra", u epizodnoj ulozi.
- U posljednje dvije epizode 1. sezone pojavili su se Kellyini bivši kolege i kolegice glumci iz sapunice "Sva moja djeca", Ian Buchanan, John Callahan, Bobbie Eakes, Eva LaRue, Jacob Young, Cameron Mathison, Finola Hughes i Susan Lucci, kao i zvijezda američke sapunice "Odvažni i lijepi" (Bold & Beautiful) Susan Flannery, te glumac Eric Braeden, koji nastupa u američkoj sapunici "Mladi i nemirni" (Young%Restless).
- U tri sezone, koliko se serija emitirala, u seriji su se pojavili i Brian Austin Green, Nick Lachey, Robert Wagner, Tony Curtis, Jenny McCarthy, Jaclyn Smith, Cheryl Ladd, Regis Philbin, Dean Cain, Mark Consuelos i Kathie Lee Gifford.

## Glumačka postava:
- Kelly Ripa kao Faith Fairfield (1-3)
- Faith Ford kao Hope Shanowski (1-3)
- Ted McGinley kao Charlie Shanowski (1-3)
- Megan Fox kao Sydney Shanowski #2 (2-3)
- Macey Cruthird kao Haley Shanowski (1-3)
- Paulie Litt kao Justin Shanowski (1-3)